# 명륜역
명륜역(Myeongnyun station, 明倫驛)은 부산광역시 동래구 명륜동에 있는 부산 도시철도 1호선의 지하철역이다.

## 역사
- 1985년 7월 19일 : 부산 도시철도 1호선 개통과 함께 명륜동역으로 영업 개시
- 2010년 2월 24일 : 명륜역으로 역명 변경

## 역 구조
2면 2선 상대식 승강장이 있는 고가역이다. 다대포해수욕장 방향 승강장은 연결된 육교가 있어서 바로 개찰구를 통해 도로를 건너갈 수 있다. 스크린도어가 설치되어 있다. 5번 출구가 롯데백화점 동래점과 바로 육교로 연결된다.
울산 언양시외버스터미널에서 이 역까지 12번, 13번 양산 시내버스가 10분에 한 번씩 운행된다.
- 반대편횡단: 불가능

### 승강장
| 동래 ↑   |
| \| 상    |
| ↓ 온천장 |

| 상행 | ● 부산 도시철도 1호선 | 교대·연산·부전·다대포해수욕장 방면 |
| 하행 | ● 부산 도시철도 1호선 | 온천장·부산대·범어사·노포 방면     |

## 역 주변
- 롯데백화점 동래점(구·부산동부시외버스터미널)
- 유락여자 중학교
- 동래원예고등학교
- 부산전자공업고등학교
- 동래우체국
- 동래중학교
- 동래구청
- 동래구 보건소
- 명륜동 행정복지센터
- 명륜초등학교
- 명륜아이파크 1단지 아파트
- 명륜쌍용예가 아파트
- 동래 더샵 아파트
- 동래 SK뷰 아파트
- 온천삼익아파트
- 힐스테이트 명륜 아파트
- 센트럴파크 하이츠 아파트
- 명륜동 SK뷰 아파트
- 명륜 힐스테이트 트라디움 아파트

## 승차량 변동
| 역 노선 | 승차 인원 | 승차 인원 | 승차 인원 | 승차 인원 | 승차 인원 | 승차 인원 | 승차 인원 | 승차 인원 | 승차 인원 | 승차 인원 | 승차 인원 | 승차 인원 | 승차 인원 | 승차 인원 | 주 석 |
| 역 노선 | 2002년    | 2003년    | 2004년    | 2005년    | 2006년    | 2007년    | 2008년    | 2009년    | 2010년    | 2011년    | 2012년    | 2013년    | 2014년    | 2015년    | 주 석 |
| ------- | --------- | --------- | --------- | --------- | --------- | --------- | --------- | --------- | --------- | --------- | --------- | --------- | --------- | --------- | ----- |
| 1호선   | 11529     | 9982      | 9022      | 8458      | 7994      | 7419      | 7926      | 9198      | 9753      | 10380     | 10421     | 10481     | 10883     | 10645     | [ 1 ] |

## 사진

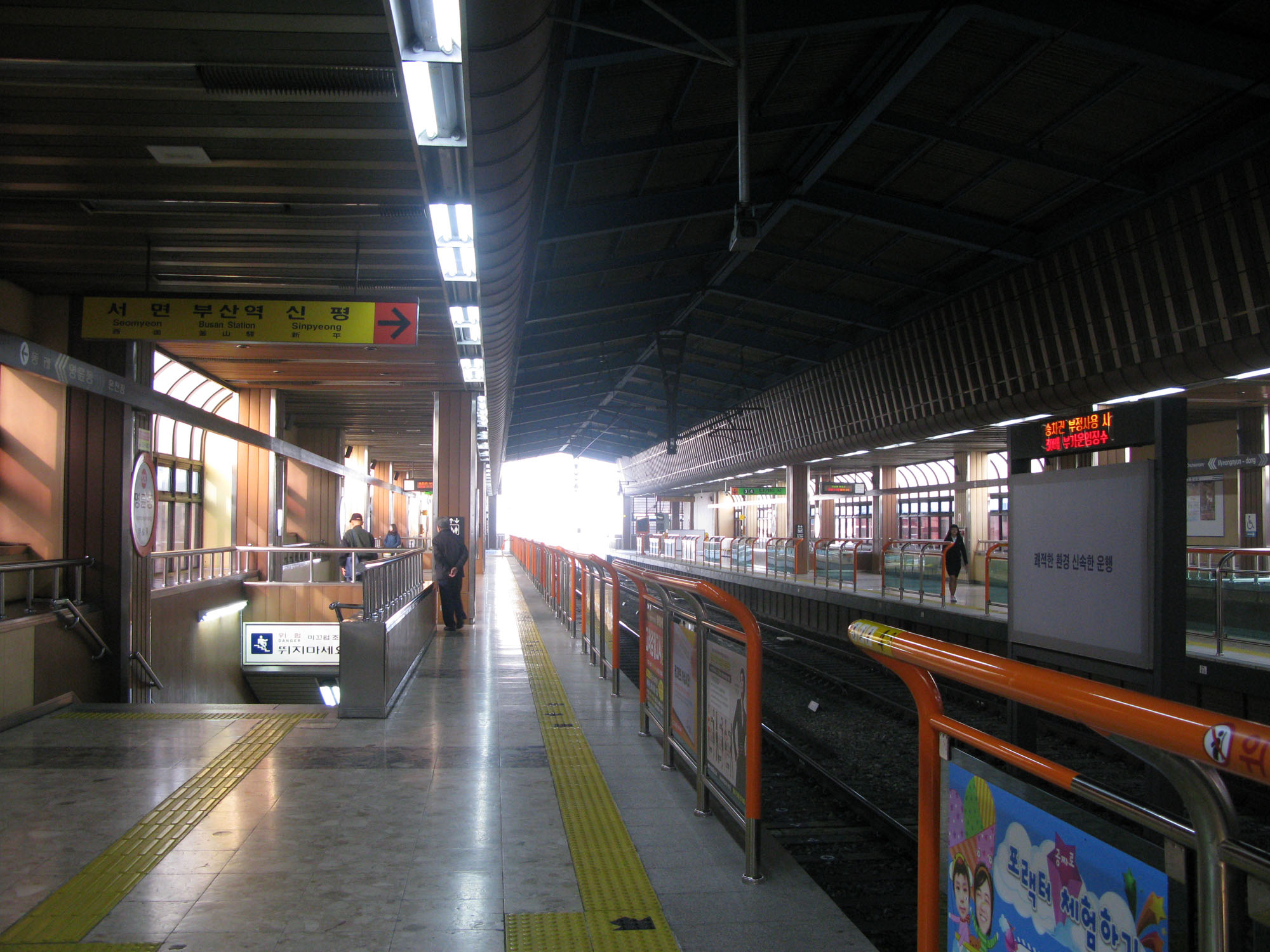
승강장 (명륜동역 시절, 스크린도어 설치 전)

- 승강장
(명륜동역 시절, 스크린도어 설치 전)

## 인접한 역
| 부산 도시철도 1호선                     | 부산 도시철도 1호선   | 부산 도시철도 1호선  |
| --------------------------------------- | --------------------- | -------------------- |
| 125 동래 (도시철도) 다대포해수욕장 방면 | ● 부산 도시철도 1호선 | 127 온천장 노포 방면 |